# A Travers les Hauts de France (Frauenradsport)
A Travers les Hauts de France ist ein Straßenradrennen im Frauenradsport in Frankreich.
Das Eintagesrennen wurde erstmals im Jahr 2022 ausgetragen, zuvor gab es bis 2021 ein gleichnamiges Männerrennen. Die Strecke führt auf hügeligem Kurs durch die Region Hauts-de-France im Nordosten Frankreichs. Das Rennen ist in die Kategorie 1.2 eingestuft. Die Ausgabe 2024 wurde abgesagt, da nicht genügend Polizeikräfte zur Verfügung standen.

## Palmarès
| Jahr | Siegerin         | Zweite                  | Dritte           |          |
| ---- | ---------------- | ----------------------- | ---------------- | -------- |
| 2022 | Mischa Bredewold | Marie-Morgane Le Deunff | Julija Birjukowa |          |
| 2023 | Valentine Fortin | Christine Majerus       | Marthe Truyen    |          |
| 2024 | abgesagt         | abgesagt                | abgesagt         | abgesagt |
| 2025 |                  |                         |                  |          |